# Joppidium ardens
Joppidium ardens là một loài tò vò trong họ Ichneumonidae.